# جزایر بیرونی (سیشل)
جزایر بیرونی (به لاتین: Outer Islands) یک مجمع‌الجزایر در سیشل است که در اقیانوس هند واقع شده‌است. جزایر بیرونی ۵۷۴ نفر جمعیت دارد و ۳۵ متر بالاتر از سطح دریا واقع شده‌است.